# 아산갈산초등학교
아산갈산초등학교(牙山葛山初等學校)는 대한민국 충청남도 아산시에 있는 공립 초등학교이다.

## 학교 연혁
- 2023년 9월 1일 : 개교